# 広島県道469号廿日市環状線
広島県道469号廿日市環状線（ひろしまけんどう469ごう はつかいちかんじょうせん）は、広島県廿日市市を通る一般県道である。

## 概要
廿日市市桜尾本町から廿日市市宮島口西1丁目に至る。今のところ全線開通時期は不明。当面は廿日市市桜尾本町（起点） - 廿日市市宮内間の整備が優先されることになっている。

### 路線データ
- 起点：廿日市市桜尾本町（桂橋交差点、国道2号旧道交点）
- 終点：廿日市市宮島口西1丁目（深江交差点、国道2号交点）
- 実延長：0.467 km

## 歴史
- 1996年（平成8年）4月25日 - 広島県告示第469号により認定される。
- 2005年（平成17年）11月3日 - 佐伯郡大野町が廿日市市に編入されたことに伴い全線が廿日市市域のみを通る路線になり、合わせて終点の地名表記が変更される（佐伯郡大野町宮島口西1丁目→廿日市市宮島口西1丁目）。

## 地理

### 通過する自治体
- 廿日市市

### 交差する道路
| 交差する道路                             | 交差する場所       | 交差する場所      |
| ---------------------------------------- | ------------------ | ----------------- |
| 国道2号 / 旧道未定供用                   | 桜尾本町           | 桂橋交差点 / 起点 |
| 国道2号 / 西広島バイパス未供用           | 佐方               |                   |
| 未供用区間                               |                    |                   |
| E2 山陽自動車道                          | 上平良（かみへら） | 31-1 宮島SIC      |
| 国道433号 広島県道294号虫道廿日市線 重複 | 上平良             | 速谷高架下交差点  |
| 未供用区間                               |                    |                   |
| 広島県道30号廿日市佐伯線未供用           | 宮内               |                   |
| 国道2号未供用 国道433号 重複             | 宮島口西1丁目      | 深江交差点 / 終点 |

### 交差する鉄道
- 広島電鉄宮島線
- 山陽本線

### 沿線
- 広島県立廿日市高等学校
- 山陽女学園中等部・高等部
- 山陽女子短期大学
- 広島電鉄宮島線 山陽女学園前駅
- 西広島バイパス 佐方SA
- 速谷神社
- つゆ太郎
- 白糸の滝
- 海の見える杜美術館（旧：王舎城美術宝物館）
- 旧山陽道
- ちゅーピーパーク（中国新聞広島制作センター）・チチヤスハイパーク